# Parapercis maculata
Parapercis maculata is een straalvinnige vissensoort uit de familie van krokodilvissen (Pinguipedidae). De wetenschappelijke naam van de soort is voor het eerst geldig gepubliceerd in 1801 door Bloch & Schneider.